# Національне телебачення Чилі
Національне телебачення Чилі (ісп. Televisión Nacional de Chile; TVN) — чилійська телекомпанія, заснована 18 вересня 1969 року, штаб-квартира якої розташовується в Сантьяго.

## Історія
Першою регіональною станцією, створеною TVN, став 7-й канал Аріки за підтримки Ради розвитку Аріки (Junta de Adelanto de Arica), який розпочав мовлення 12 грудня 1968 року. Того ж дня його офіційно відкрив президент Едуардо Фрей Монтальва.
31 січня 1969 TVN був офіційно зареєстрований як державне підприємство, і цей день досі відзначається як день народження мережі.
Televisión Nacional de Chile була піонером у впровадженні технологічних досягнень у Чилі. Перша телевізійна мережа з національним покриттям, супутниковим мовленням, кольоровим телебаченням, стереозвуком і телебаченням високої чіткості. Кілька їхніх мильних опер досягли найвищих рейтингів в історії чилійського телебачення і отримали визнання як у країні, так і за кордоном, а програми новин мали важливе значення під час катастроф, таких як землетрус 2010 року, коли команди новин TVN прибули до постраждалих районів раніше, ніж Національна армія та урядові органи влади. Наразі TVN вирізняється більшим плюралізмом у своїх програмах і є другим за рівнем довіри телевізійним новинним брендом у країні.
У період 1996-2008 років телеканал був серед лідерів телерейтингів. Максимальне охоплення в майже 27 % аудиторії було досягнуто 2001 року. У цей час канал займав перше місце у 1999-2002, 2004, 2006-2008 роках, у інші роки був на другому після приватної телекомпанії «Канал 13»
Згідно з дослідженням Рейтерс 2016 року телеканал втратив лідерство в рейтингах, що привело до зміни керівництва та виділення урядом 75 мільйонів доларів США на покращення цифрового телебачення. Рейтинги дещо зросли під час трансляцій Олімпійських ігор у Ріо-де-Жанейро, але наприкінці року рейтинг знову впав Загалом канал втрачав рейтинг ще з 2010 року. 2018 року уряд виділив чергові 47 мільйонів доларів США на підтримку телеканалу. У чилійському суспільстві розпалилася дискусія про долю та моделі фінансування суспільного телебачення, яку підживлюють інтереси комерційних каналів, які бажають позбутися великого конкурента.
Новим президентом телекомпанії 20 грудня 2023 року став Франциско Відал Салінас, професор історії та колишній міністр оборони Чилі.

## Будівлі

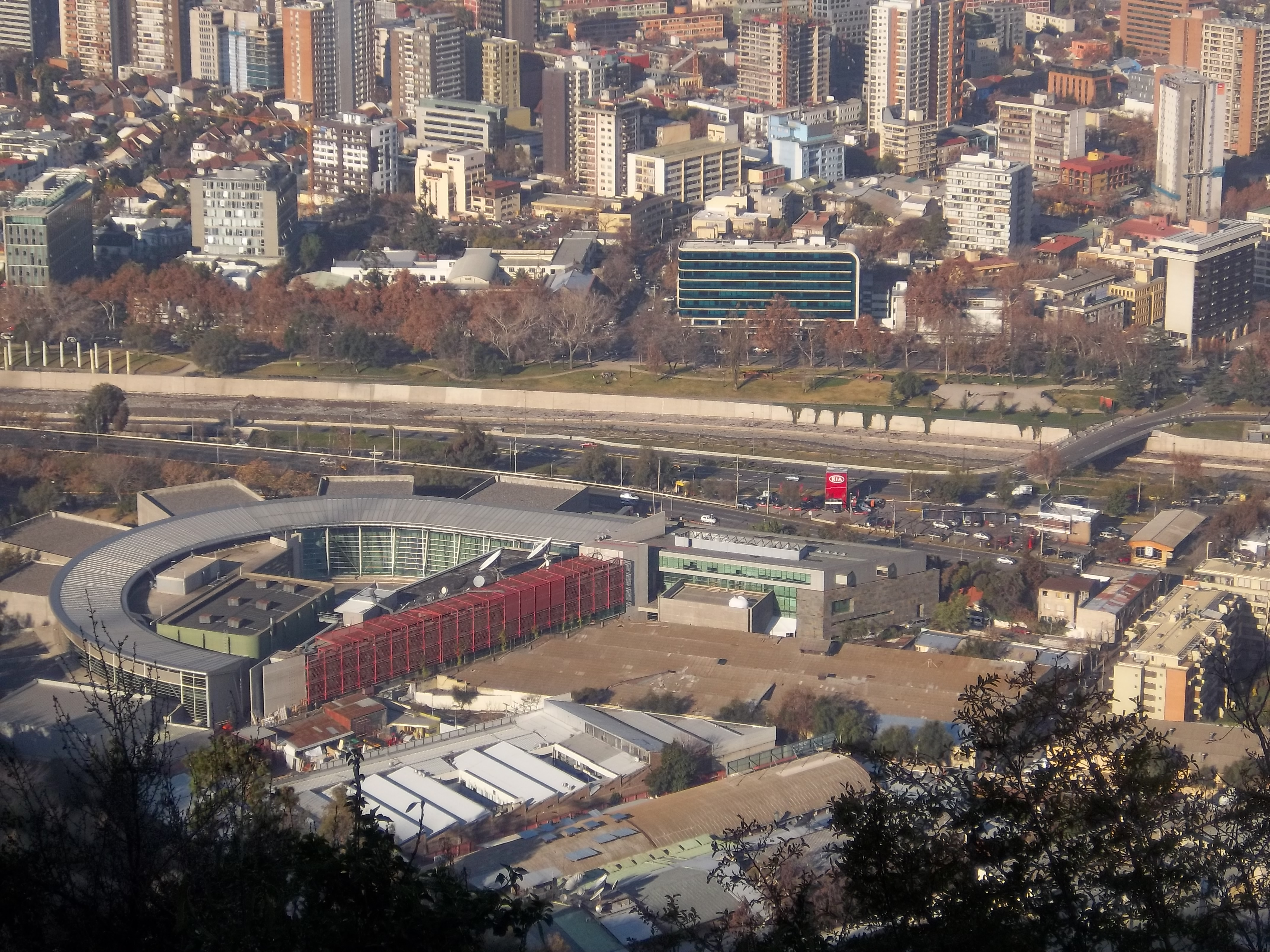
Будівлі телекомпанії у Сантьяго

Нова будівля телекомпанії була побудована 2000-2002 року в районі Беллавіста комуни Провіденсія у Сантьяго. Для вибору проєкту було проведено відкритий конкурс. Головний корпус виконаний у вигляді півкола, по зовнішньому периметру якого розташовані корпуси студій.

## Передачі
Украй популярним був телесеріал «El Reemplazante» (укр. заступник), випущений каналом та продемонстрований у 2012-2013 роках. У ньому йшлося про фінансиста, який був звільнений за фінансові махінації та змушений був обійняти посаду заступника викладача математики. Він почав співчувати своїм учням з бідних прошарків суспільства та допомагати їм. Критики називають цей серіал першим, що підняв проблеми соціальних низів, які до того були табу на чилійському телебаченні. Учасники демонстрацій 2019 року записали коротке вірусне відео, яке відсилало до сюжету цього серіалу.